# Авианосцы типа «Граф Цеппелин»
Авианосцы типа «Граф Цеппелин» — тип авианосцев (нем. «Flugzeugträger»), проектировавшийся, строившийся и планировавшийся к принятию на вооружение ВМС нацистской Германии (Кригсмарине) в конце 1930-х — начале 1940-х годов.
Согласно общепринятым данным, всего было заложено 2 корабля серии, из них один — головной «Граф Цеппелин» — был спущен на воду в 1938 году и доведен до высокой степени готовности в начале Второй мировой войны. Ни один из кораблей в строй Кригсмарине не вошёл. «Граф Цеппелин» после войны в качестве военного трофея достался Советскому Союзу, но подлежал уничтожению согласно договоренности между странами антигитлеровской коалиции и был затоплен в 1947 году в качестве мишени.
Авторы некоторых расследований утверждают, что относительно медленная постройка «Графа Цеппелина» была прикрытием, а в установленные для него сроки был секретно построен и с 1939 года участвовал в некоторых миссиях (например, в антарктических экспедициях Альфреда Ритшера) ещё один авианосец (с названием, по разным данным, «Людендорф» или «Манфред фон Рихтхофен»).

## Список кораблей типа
| Название                          | Название в период постройки | Верфь-строитель | Дата закладки | Дата спуска на воду | Дата вступления в состав флота | Дата вывода из состава флота/гибели | Судьба                                                                                                |
| --------------------------------- | --------------------------- | --------------- | ------------- | ------------------- | ------------------------------ | ----------------------------------- | --- |
| «Граф Цеппелин» («Graf Zeppelin») | Flugzeugträger «A»          | Deutsche Werke  | 28.12.1936    | 8.12.1938           | не достроен                    | -                                   | 29.4.1940 достройка приостановлена при готовности 85 %, возобновлена в 1942, вновь прекращена в 1943. |
| Авианосец Б (Flugzeugträger «B»)  | Flugzeugträger «B»          | Deutsche Werke  | 1938          | не спущен на воду   | -                              | -                                   | Строительство прекращено 19.9.1939, корпус сдан на слом.                                              |